# Ананьєвка (Казахстан)
Ана́ньєвка (каз. Ананьев) — село у складі Сарикольського району Костанайської області Казахстану. Входить до складу Веселоподольського сільського округу.
Населення — 92 особи (2021; 258 у 2009, 286 у 1999, 355 у 1989).